# Darıbükü, Şiran
Darıbükü là một xã thuộc huyện Şiran, tỉnh Gümüşhane, Thổ Nhĩ Kỳ. Dân số thời điểm năm 2008 là 21 người.